# داریوش یابوونسکی
داریوش یابوونسکی (انگلیسی: Dariusz Jabłoński؛ زادهٔ ۱۹۶۱) کارگردان، تهیه‌کننده فیلم و فیلم‌نامه‌نویس اهل لهستان است.
از فیلم‌ها یا مجموعه‌های تلویزیونی که وی در آن‌ها نقش داشته‌است، می‌توان به اصل لذت، عواقب، ده فرمان و فیلمی کوتاه درباره عشق اشاره نمود.
وی همچنین برندهٔ جوایزی همچون جایزه گریمه شده‌است.